# Palazzo Mignanelli Fonseca
Palazzo Mignanelli Fonseca, conhecido também apenas como Palazzo Fonseca, é um palácio barroca localizado no número 62 da Via del Governo Vecchio, no rione Parione de Roma.

## História
A estrutura original do edifício pertencia originalmente aos Mignanelli, nativos de Siena e presentes em Roma desde o final do século XV. Na metade do século XVII, o edifício foi adquirido pelo médico do papa Inocêncio X, o português Gabriel Fonseca, que conseguiu depois o título de marquês. O novo proprietário reestruturou completamente o palácio com base num projeto de Orazio Torriani (1625) e, no final do século, o edifício foi vendido a Rosa Venerini, uma religiosa de Viterbo, que abrigou ali a sede da ordem dos Mestres Pios Venerini, fundada por ela, os atuais proprietários.

## Descrição
A fachada em dois pisos com sete janelas, arquitravadas no primeiro e emolduradas no segundo, se abre num belo portal com cornija de mármore encimado por um friso com uma cartela e flanqueado por pequenas janelas do mezzanino e portas de serviço.